# منطقة جسر الشغور
منطقة جسر الشغور منطقة سورية إدارية تتبع محافظة إدلب ومركزها مدينة جسر الشغور، بلغ تعداد سكان المنطقة 150,193 نسمة حسب التعداد السكاني لعام 2004 

## نواحي منطقة جسر الشغور
- ناحية مركز جسر الشغور
- ناحية بداما
- ناحية دركوش
- ناحية الجانودية